# Jonathan Drouin
Pour les articles homonymes, voir Drouin.
Jonathan Drouin (né le 28 mars 1995 à Sainte-Agathe-des-Monts, dans la province de Québec au Canada) est un joueur professionnel canadien de hockey sur glace. Il évolue au poste d'attaquant.

## Biographie

### Carrière en club

#### Mooseheads d'Halifax
Jonathan Drouin joue au hockey en catégorie midget dans la Ligue de hockey midget AAA (MAAA) avec les Lions du Lac St-Louis. Il est repêché par les Mooseheads d'Halifax au deuxième rang au total lors du repêchage d'entrée dans la LHJMQ, derrière Nathan MacKinnon. Il décide de manquer le camp des Mooseheads et commence la saison 2011-2012 avec les Lions, disant ne pas se sentir prêt pour les rangs juniors. Il rejoint finalement Halifax en décembre 2011, après une demi-saison de 22 parties et 53 points dans la MAAA.
Il obtient deux aides pendant son premier match dans la LHJMQ, dont une sur le but gagnant pour un score final de 4-3 contre le Titan d'Acadie-Bathurst. Il contribue aussi aux succès de son équipe dans les séries éliminatoires de 2012 en marquant le but gagnant en prolongation du septième match pour éliminer les Remparts de Québec et compléter une remontée de quatre matchs. Il aide les Mooseheads à remporter la Coupe du président et la Coupe Memorial 2013, nommé meilleur joueur de la saison régulière et des séries éliminatoires.
C'est après cette saison où il est nommé joueur de l'année de la LCH qu'il est choisi à la troisième position du repêchage d'entrée dans la LNH 2013 par le Lightning de Tampa Bay. Quelques jours plus tard, le 5 juillet, il signe un contrat d'entrée de trois ans avec le Lightning, mais il est néanmoins retourné à Halifax pour la saison 2013-2014. Il termine la saison au troisième rang des pointeurs de la ligue avec 108 points dont 29 buts en 43 parties, et les Mooseheads s'inclinent en sept matchs en demi-finales contre les Foreurs de Val-d'Or.

#### Lightning de Tampa Bay
Les débuts de Drouin dans la LNH se voient être brièvement retardés alors qu'il commence la saison 2014-2015 dans la Ligue américaine de hockey avec le Crunch de Syracuse pour des raisons de conditionnement à la suite d'une légère fracture au pouce qu'il subit lors du camp d'entraînement du Lightning. Il y joue deux parties pour un but, deux aides et un différentiel de plus-4, avant d'être rappelé par le Lightning le 19 octobre. Il joue son premier match dans la Ligue nationale de hockey le lendemain 20 octobre 2014 contre les Oilers d'Edmonton, obtient son premier point le surlendemain 21 octobre avec une mention d'aide sur un but de Valtteri Filppula contre les Flames de Calgary. Il marque son premier but le 24 octobre 2014 contre le gardien Ondrej Pavelec des Jets de Winnipeg.

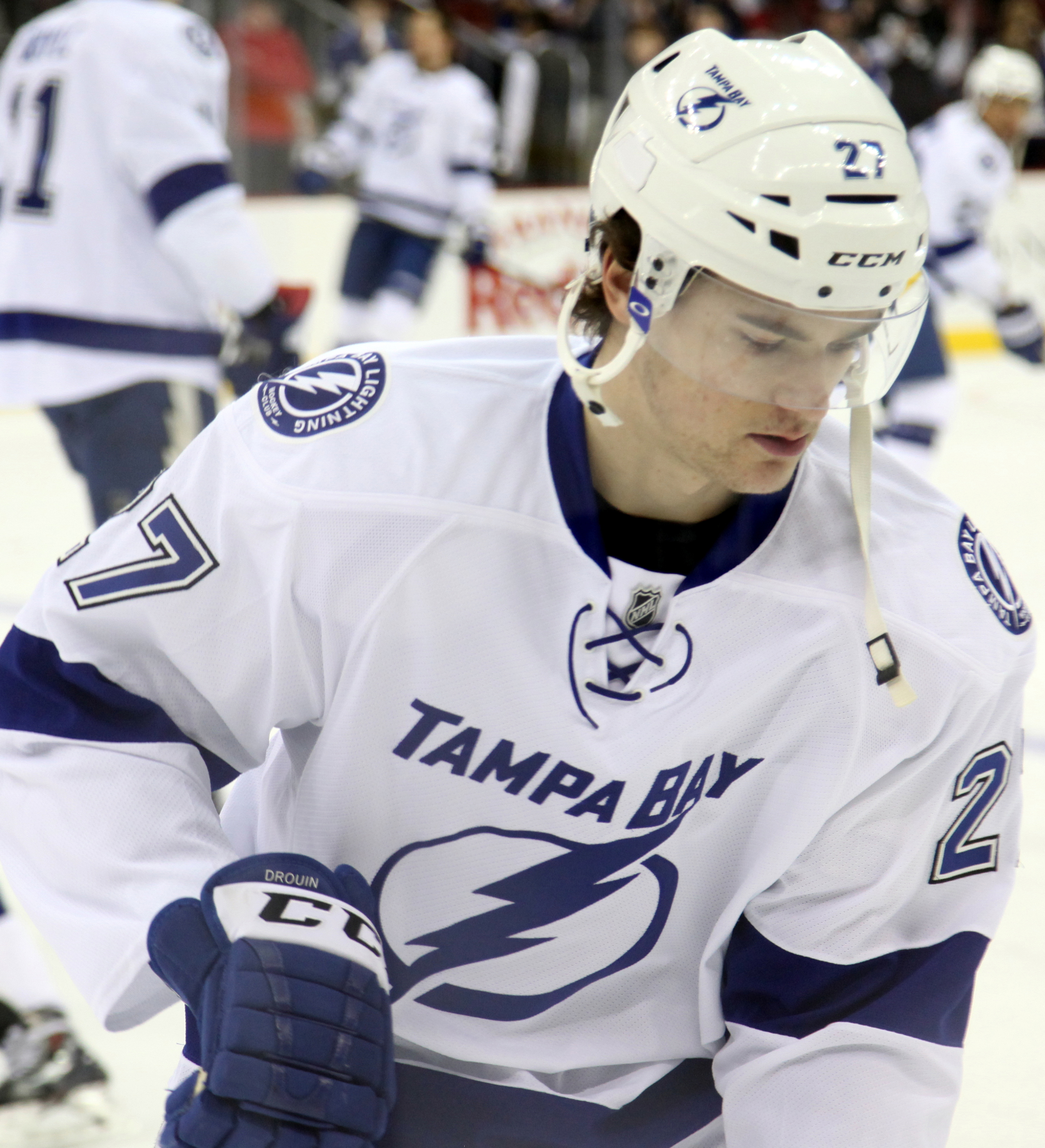
Jonathan Drouin avec le Lightning de Tampa Bay en décembre 2014.

Le 2 janvier 2016, il est réassigné au Crunch de Syracuse sans date spécifique de retour par son directeur général Steve Yzerman, qui spécifie que cela lui permettrait «d'obtenir plus de temps de glace, de retrouver son jeu et d'être ramené au moment approprié». En raison de blessures, Drouin avait alors été limité à jouer 19 parties durant la saison pour 2 buts et 6 aides. Le 3 janvier, son agent Allan Walsh révèle dans un communiqué qu'il avait déposé une demande d'échange du Lightning de Tampa Bay en novembre et qu'il avait gardé l'affaire privée jusqu'à ce que la situation devienne «intenable». Il écrit qu'il serait «dans le meilleur intérêt de tout le monde que Jonathan puisse recommencer à jouer au hockey».
Le 20 janvier, Yzerman et le Lightning annonce qu'ils ont suspendu Drouin sans salaire après que celui-ci ne se soit pas présenté à un match du Crunch de Syracuse contre les Marlies de Toronto ce jour-là. Dans un second communiqué, Walsh affirme que quelques jours plus tôt, l'organisation les avait informés qu'un échange impliquant Drouin était sur le point d'être complété, et qu'il avait proposé à l'équipe de ne pas faire jouer Drouin pour quelques matchs afin de pas risquer de blessures pouvant annuler l'échange, tout en prenant part aux entraînements. Le Lightning avait refusé la proposition, mais Drouin n'était pas prêt à prendre le risque. Walsh stipule également «qu'en vu des récents développements, il est dans le meilleur intérêt des deux partis que Jonathan soit échangé» et que son client ne jouerait pas pour le Lightning tant qu'un échange ne serait pas complété. Le lendemain, Steve Yzerman tient une conférence de presse dans laquelle il nie avoir jamais dit qu'un échange impliquant Drouin était imminent, et que l'organisation s'était démenée pour trouver une entente avec une autre équipe. Selon le directeur général, plusieurs équipes avaient démontré un intérêt «marqué» mais que la manière dont les choses s'étaient déroulées n'aidait pas les négociations. Il a aussi réitéré qu'il travaillait dans l'intérêt de l'équipe et que la situation ne le bousculait en rien.
Le 6 mars 2016, Jonathan se présente à l'entraînement du Crunch pour la première fois depuis sa suspension. Il informe les médias qu'il a eu une bonne conversation avec Yzerman et qu'il lui a exprimé le désir de revenir au jeu. Il croit que sa relation avec l'organisation est récupérable, qu'il aurait voulu que les choses se passent autrement et que la situation pourra être arrangée durant l'été. De son côté, Yzerman indique que toutes les possibilités sont encore envisageables. Drouin annonce aussi qu'il prévoit travailler dur afin de mériter un retour dans l'alignement du Lightning. Le 7 avril 2016, il effectue un retour dans la LNH après un total de 17 parties (entrecoupées par sa suspension) avec le Crunch alors qu'il est rappelé à Tampa Bay. À son retour. il marque le but gagnant, son premier dans la LNH, contre les Devils du New Jersey pour permettre à son équipe de s'assurer d'une place dans les Séries éliminatoires de la Coupe Stanley 2016. Il aide également son équipe en obtenant son premier point en séries éliminatoires le 15 avril dans une victoire de 5-2 contre les Red Wings de Détroit et son premier but, le but gagnant, dans une victoire contre les Islanders de New York le 30 avril.
Il termine la saison suivante au troisième rang des pointeurs et des buteurs de l'équipe, avec 53 points et 21 buts en 73 parties.

#### Canadiens de Montréal
Le 15 juin 2017, il est échangé aux Canadiens de Montréal en compagnie d'un choix conditionnel de 6e tour au repêchage d'entrée dans la LNH 2018 contre Mikhaïl Sergatchiov et un choix conditionnel de 2e tour également en 2018. Le même jour, il signe un contrat de 6 saisons d'une valeur de 33 millions de dollars avec Montréal. Le 19 septembre 2017, avant même de jouer son premier match de pré-saison dans l'uniforme des Canadiens, il annonce qu'il s'engage à effectuer un don annuel de 50 000 dollars à la Fondation du Centre hospitalier de l'Université de Montréal (CHUM) sur une période de 10 ans et d'amasser 5 millions de dollars de plus à travers différentes activités caritatives.
Le 28 avril 2021, Jonathan Drouin s'absente pour une durée indéterminée pour des raisons personnelles et ne revient qu’en début de saison 2021-2022. En septembre 2021, il dévoile que c'est en raison de problèmes d'anxiété et d'insomnie qu'il dût se retirer de l'alignement quelques mois plus tôt, suscitant une certaine prise de conscience au Québec à l'égard de la santé mentale des athèles. Lors de cette campagne 2021-2022, il est toutefois ennuyé par une blessure au poignet qui le limite à 34 matchs.
Avant le début de la saison 2022-2023, Drouin annonce qu'il délaissera son numéro «92» qu'il portait depuis son arrivée chez le Canadiens et renouera avec le «27». Il portait le numéro 27 dans les rangs junior avec les Mooseheads d'Halifax ainsi que chez les professionnels avec le Lightning de Tampa Bay. Il mentionne qu'il aurait préféré ce numéro depuis son arrivée à Montréal mais qu'il n'avait jamais été disponible jusqu'à présent. À la suite du départ de Aleksandr Romanov aux Islanders en juillet, c'était devenu possible.

#### L'Avalanche du Colorado
Le 1er juillet 2023, alors que son contrat de six ans vient à échéance et qu'il devient agent libre, l'Avalanche du Colorado lui offre un contrat d'un an d'une valeur de 825 000 $. En acceptant cette offre, Drouin retrouve Nathan MacKinnon avec qui il avait joué dix ans plus tôt avec les Mooseheads d'Halifax dans la LHJMQ.

### Carrière internationale
Il représente l'équipe du Canada en sélections jeunes en 2013 et en 2014.

## Statistiques

### En club
| Saison     | Équipe                 | Ligue          |     | Saison régulière | Saison régulière | Saison régulière | Saison régulière | Saison régulière |    | Séries éliminatoires | Séries éliminatoires | Séries éliminatoires | Séries éliminatoires | Séries éliminatoires |
| Saison     | Équipe                 | Ligue          | PJ  | B                | A                | Pts              | Pun              | PJ               | B  | A                    | Pts                  | Pun                  |                      |                      |
| 2010-2011  | Lions du Lac St-Louis  | MAAA           | 38  | 22               | 36               | 58               | 38               | 15               | 11 | 17                   | 28                   | 18                   |                      |                      |
| 2011-2012  | Lions du Lac St-Louis  | MAAA           | 22  | 22               | 31               | 53               | 35               | -                | -  | -                    | -                    | -                    |                      |                      |
| 2011-2012  | Mooseheads d'Halifax   | LHJMQ          | 33  | 7                | 22               | 29               | 12               | 17               | 9  | 17                   | 26                   | 4                    |                      |                      |
| 2012-2013  | Mooseheads d'Halifax   | LHJMQ          | 49  | 41               | 64               | 105              | 32               | 17               | 12 | 23                   | 35                   | 14                   |                      |                      |
| 2013       | Mooseheads d'Halifax   | Coupe Memorial | 4   | 1                | 8                | 9                | 0                | -                | -  | -                    | -                    | -                    |                      |                      |
| 2013-2014  | Mooseheads d'Halifax   | LHJMQ          | 46  | 29               | 79               | 108              | 43               | 16               | 13 | 28                   | 41                   | 18                   |                      |                      |
| 2014-2015  | Crunch de Syracuse     | LAH            | 2   | 1                | 2                | 3                | 0                | -                | -  | -                    | -                    | -                    |                      |                      |
| 2014-2015  | Lightning de Tampa Bay | LNH            | 70  | 4                | 28               | 32               | 34               | 6                | 0  | 0                    | 0                    | 2                    |                      |                      |
| 2015-2016  | Crunch de Syracuse     | LAH            | 17  | 11               | 2                | 13               | 12               | -                | -  | -                    | -                    | -                    |                      |                      |
| 2015-2016  | Lightning de Tampa Bay | LNH            | 21  | 4                | 6                | 10               | 4                | 17               | 5  | 9                    | 14                   | 14                   |                      |                      |
| 2016-2017  | Lightning de Tampa Bay | LNH            | 73  | 21               | 32               | 53               | 16               | -                | -  | -                    | -                    | -                    |                      |                      |
| 2017-2018  | Canadiens de Montréal  | LNH            | 77  | 13               | 33               | 46               | 30               | -                | -  | -                    | -                    | -                    |                      |                      |
| 2018-2019  | Canadiens de Montréal  | LNH            | 81  | 18               | 35               | 53               | 26               | -                | -  | -                    | -                    | -                    |                      |                      |
| 2019-2020  | Canadiens de Montréal  | LNH            | 27  | 7                | 8                | 15               | 14               | 10               | 1  | 6                    | 7                    | 8                    |                      |                      |
| 2020-2021  | Canadiens de Montréal  | LNH            | 44  | 2                | 21               | 23               | 20               | -                | -  | -                    | -                    | -                    |                      |                      |
| 2021-2022  | Canadiens de Montréal  | LNH            | 34  | 6                | 14               | 20               | 23               | -                | -  | -                    | -                    | -                    |                      |                      |
| 2022-2023  | Canadiens de Montréal  | LNH            | 58  | 2                | 27               | 29               | 18               | -                | -  | -                    | -                    | -                    |                      |                      |
| 2023-2024  | Avalanche du Colorado  | LNH            | 79  | 19               | 37               | 56               | 28               | 3                | 0  | 3                    | 3                    | 2                    |                      |                      |
| 2024-2025  | Avalanche du Colorado  | LNH            | 43  | 11               | 26               | 37               | 6                | 7                | 0  | 3                    | 3                    | 0                    |                      |                      |
| Totaux LNH | Totaux LNH             | Totaux LNH     | 607 | 107              | 267              | 374              | 219              | 43               | 6  | 21                   | 27                   | 26                   |                      |                      |

### En équipe nationale
| Année | Équipe                  | Compétition                 |   | PJ | B | A | Pts | Pun      |  | Résultat |
| 2013  | Canada junior           | Championnat du monde junior | 6 | 2  | 2 | 4 | 0   | 4e place |  |          |
| 2014  | Canada junior           | Championnat du monde junior | 7 | 3  | 6 | 9 | 24  | 4e place |  |          |
| 2016  | Équipe Amérique du Nord | Coupe du monde              | 3 | 1  | 0 | 1 | 0   | 5e place |  |          |

## Trophées et honneurs personnels

### Ligue de hockey junior majeur du Québec
- 2012-2013 : 
  - remporte le trophée Michael-Bossy
  - remporte le trophée Michel-Brière
  - remporte le trophée Paul-Dumont
  - remporte le trophée Guy-Lafleur
  - nommé dans la première équipe d'étoiles
  - Champion de la Coupe du président avec les Mooseheads d'Halifax
- 2013-2014 :
  - nommé dans la première équipe d'étoiles

### Ligue canadienne de hockey
- 2012-2013 :
  - Nommé joueur de l'année
  - Champion de la coupe Memorial avec les Mooseheads d'Halifax

### Ligue nationale de hockey
- 2014-2015 : participe au 60e Match des étoiles de la LNH et remporte l'épreuve du « Patineur le plus rapide » lors du concours d'habiletés